# ГЕС Song Tranh 3
ГЕС Song Tranh 3 — гідроелектростанція, що споруджується у центральній частині В'єтнаму. Знаходячись після ГЕС Song Tranh 2, становитиме нижній ступінь каскаду на річці Thu Bon, яка впадає до Південнокитайського моря біля міста Хоям. Можливо також відзначити, що надалі нижче за течією планується спорудити ГЕС Song Tranh 4 (48 МВт).
У межах проєкту річку перекрили бетонною греблею, яка утримуватиме водосховище з площею поверхні 3,19 км2. Звідси через водоводи ресурс подаватиметься до інтегрованого у споруду машинного залу, обладнаного двома турбінами типу Каплан. При напорі 23 метри вони забезпечуватимуть виробництво 231 млн кВт·год електроенергії на рік.
Видача продукції відбуватиметься по ЛЕП, розрахованій на роботу під напругою 110 кВ.
Станом на осінь 2018 року основні споруди комплексу були завершені, проте сховище ще не заповнилось водою.